# Чемпіонат світу із шахів за версією ФІДЕ 2005
Чемпіонат світу з шахів 2005 — проходив з 27 вересня по 16 жовтня 2005 року в Сан-Луїсі (Аргентина).
В чемпіонаті брали участь 8 гроссмейстерів. Від участі в турнірі відмовилися Гарі Каспаров (лідер світового рейтингу), який закінчив свою кар'єру професійного шахіста, та Володимир Крамник (чемпіон світу за версією ПША).
Переможцем турніру та чемпіоном світу за версією ФІДЕ став Веселін Топалов, який не програвши жодної партії набрав 10 очок з 14 можливих (+6-0=8).

## Учасники
| - Вішванатан Ананд ( Індія, 2788) — 2 - Веселін Топалов ( Болгарія, 2788) — 3 - Петер Леко ( Угорщина, 2763) — 4 - Петро Свідлер ( Росія, 2738) — 7 | - Юдіт Полгар ( Угорщина, 2735) — 8 - Майкл Адамс ( Англія, 2719) — 13 - Олександр Морозевич ( Росія, 2707) — 14 - Рустам Касимджанов ( Узбекистан, 2670) — 35 |

жирним  — місце в рейтингу станом на липень 2005 року

## Регламент турніру
- Кругова система в два кола.
- Контроль часу: 120 хвилин на 40 ходів, 60 хвилин на 20 наступних ходів, 15 хвилин до закінчення партії та додатково 30 секунд на хід починаючи з першого.
- Переможець турніру оголошується Чемпіоном світу.
- Шахісти, які займуть перші чотири місця будуть допущені до претендентських матчів наступного циклу розіграшу першості світу з шахів.
- Якщо двоє або більше шахістів наберуть однакову кількість очок (розподіл першого місця), то
  - переможцем буде оголошений гравець, що має найкращий результат у зустрічах між суперниками, що поділили перше місце. Якщо цей показник нікому не дасть переваги, то
  - переможцем буде оголошений гравець, що має найбільшу кількість перемог за турнір. Якщо цей показник нікому не дасть переваги, то
- Шахісти, які розділили перше місце, зіграють кожен з кожним по дві партії у швидкі шахи: 25 хвилин кожному гравцеві на партію та додатково 10 секунд за кожен зроблений хід. Переможець цього додаткового матчу (або матчів) буде оголошений Чемпіоном світу. Якщо після додаткових партій з швидких шахів, переможець не визначиться, то
- Переможець буде виявлятися у двох додаткових бліц-партіях. Час на бліц-партію — 5 хвилин плюс 10 секунд за кожен хід. Якщо рівність залишається, то суперники продовжують матчі в бліц, але не більше ніж по два матчі (кожен матч із двох партій, одна білими і одна чорними). Якщо після бліц-партій, переможець не визначиться, то грають бліц за правилами «раптової смерті (армагедон)». Сліпим жеребом визначається гравець, який отримує право вибору кольору. Білі отримують 6 хвилин, а чорні 5 хвилин без додавання часу. Переможець цієї партії оголошується Чемпіоном світу. У разі нічиєї, Чемпіоном світу оголошується шахіст, що мав чорні фігури.

### Призовий фонд
Загальний призовий фонд — 1 000 000 Доларів.
1. 300 000 $
2. 200 000 $
3. 140 000 $
4. 100 000 $
5. 80 000 $
6. 70 000 $
7. 60 000 $
8. 50 000 $

У разі рівності всіх показників призи діляться порівну (крім першого місця).

### Розклад змагань
- Відкриття турніру: 27 вересня[1][2]
- Ігрові дні: 28 вересня-1 жовтня, 3-6, 8-11, 13-14 жовтня
- Вихідні дні: 2, 7, 12 жовтня
- Додаткові партії: 15 жовтня
- Закриття турніру: 16 жовтня

Початок партій в 21-00 год (час Київський)

## Рух за турами
| 1 тур 28.09.2005 року  | 1 тур 28.09.2005 року | 1 тур 28.09.2005 року | 1 тур 28.09.2005 року | 1 тур 28.09.2005 року |
| ---------------------- | --------------------- | --------------------- | --------------------- | --------------------- |
| Леко                   | 0                     | 0:1                   | 0                     | Топалов               |
| Морозевич              | 0                     | ½:½                   | 0                     | Касимджанов           |
| Свідлер                | 0                     | ½:½                   | 0                     | Адамс                 |
| Полгар                 | 0                     | 0:1                   | 0                     | Ананд                 |
| 4 тур 1.10.2005 року   |                       |                       |                       |                       |
| Морозевич              | 1                     | 0: 1                  | 2                     | Свідлер               |
| Касимджанов            | 1                     | 1:0                   | 2½                    | Ананд                 |
| Топалов                | 2½                    | 1:0                   | 1                     | Адамс                 |
| Леко                   | ½                     | 1:0                   | 1½                    | Полгар                |
| 7 тур 5.10.2005 року   |                       |                       |                       |                       |
| Топалов                | 5½                    | 1:0                   | 3                     | Касимджанов           |
| Свідлер                | 3½                    | 1:0                   | 2                     | Полгар                |
| Морозевич              | 2                     | 1:0                   | 3½                    | Ананд                 |
| Леко                   | 2½                    | 1:0                   | 2                     | Адамс                 |
| 10 тур 9.10.2005 року  |                       |                       |                       |                       |
| Леко                   | 4                     | ½:½                   | 5½                    | Свідлер               |
| Топалов                | 7½                    | ½:½                   | 5                     | Морозевич             |
| Касимджанов            | 3½                    | 1:0                   | 2½                    | Полгар                |
| Адамс                  | 3                     | ½:½                   | 5                     | Ананд                 |
| 13 тур 13.10.2005 року |                       |                       |                       |                       |
| Ананд                  | 7½                    | ½:½                   | 6                     | Морозевич             |
| Полгар                 | 3½                    | ½:½                   | 7½                    | Свідлер               |
| Адамс                  | 4½                    | ½:½                   | 5                     | Леко                  |
| Касимджанов            | 5                     | ½:½                   | 9                     | Топалов               |

| 2 тур 29.09.2005 року  | 2 тур 29.09.2005 року | 2 тур 29.09.2005 року | 2 тур 29.09.2005 року | 2 тур 29.09.2005 року |
| ---------------------- | --------------------- | --------------------- | --------------------- | --------------------- |
| Касимджанов            | ½                     | ½:½                   | ½                     | Свідлер               |
| Адамс                  | ½                     | ½:½                   | 0                     | Полгар                |
| Топалов                | 1                     | ½:½                   | 1                     | Ананд                 |
| Леко                   | 0                     | ½:½                   | ½                     | Морозевич             |
| 5 тур 3.10.2005 року   |                       |                       |                       |                       |
| Свідлер                | 3                     | 0:1                   | 3½                    | Топалов               |
| Полгар                 | 1½                    | ½:½                   | 1                     | Морозевич             |
| Адамс                  | 1                     | ½:½                   | 2                     | Касимджанов           |
| Ананд                  | 2½                    | ½:½                   | 1½                    | Леко                  |
| 8 тур 6.10.2005 року   |                       |                       |                       |                       |
| Топалов                | 6½                    | ½:½                   | 3½                    | Леко                  |
| Касимджанов            | 3                     | 0:1                   | 3                     | Морозевич             |
| Адамс                  | 2                     | ½:½                   | 4½                    | Свідлер               |
| Ананд                  | 3½                    | 1:0                   | 2                     | Полгар                |
| 11 тур 10.10.2005 року |                       |                       |                       |                       |
| Адамс                  | 3½                    | ½:½                   | 8                     | Топалов               |
| Свідлер                | 6                     | 1:0                   | 5½                    | Морозевич             |
| Ананд                  | 5½                    | 1:0                   | 4½                    | Касимджанов           |
| Полгар                 | 2½                    | ½:½                   | 4½                    | Леко                  |
| 14 тур 14.10.2005 року |                       |                       |                       |                       |
| Топалов                | 9½                    | ½:½                   | 4                     | Полгар                |
| Леко                   | 5½                    | 1:0                   | 5½                    | Касимджанов           |
| Морозевич              | 6½                    | ½:½                   | 5                     | Адамс                 |
| Свідлер                | 8                     | ½:½                   | 8                     | Ананд                 |

| 3 тур 30.09.2005 року  | 3 тур 30.09.2005 року | 3 тур 30.09.2005 року | 3 тур 30.09.2005 року | 3 тур 30.09.2005 року |
| ---------------------- | --------------------- | --------------------- | --------------------- | --------------------- |
| Свідлер                | 1                     | 1:0                   | ½                     | Леко                  |
| Морозевич              | 1                     | 0:1                   | 1½                    | Топалов               |
| Ананд                  | 1½                    | 1:0                   | 1                     | Адамс                 |
| Полгар                 | ½                     | 1:0                   | 1                     | Касимджанов           |
| 6 тур 4.10.2005 року   |                       |                       |                       |                       |
| Полгар                 | 2                     | 0:1                   | 4½                    | Топалов               |
| Адамс                  | 1½                    | ½:½                   | 1½                    | Морозевич             |
| Ананд                  | 3                     | ½:½                   | 3                     | Свідлер               |
| Касимджанов            | 2½                    | ½:½                   | 2                     | Леко                  |
| 9 тур 8.10.2005 року   |                       |                       |                       |                       |
| Морозевич              | 4                     | 1:0                   | 4                     | Леко                  |
| Свідлер                | 5                     | ½:½                   | 3                     | Касимджанов           |
| Полгар                 | 2                     | ½:½                   | 2½                    | Адамс                 |
| Ананд                  | 4½                    | ½:½                   | 7                     | Топалов               |
| 12 тур 11.10.2005 року |                       |                       |                       |                       |
| Топалов                | 8½                    | ½:½                   | 7                     | Свідлер               |
| Морозевич              | 5½                    | ½:½                   | 3                     | Полгар                |
| Леко                   | 5                     | 0:1                   | 6½                    | Ананд                 |
| Касимджанов            | 4½                    | ½:½                   | 4                     | Адамс                 |
| Фінальний результат    |                       |                       |                       |                       |
| Топалов                | 10                    |                       | 6½                    | Леко                  |
| Ананд                  | 8½                    |                       | 5½                    | Касимджанов           |
| Свідлер                | 8½                    |                       | 5½                    | Адамс                 |
| Морозевич              | 7                     |                       | 4½                    | Полгар                |

## Турнірна таблиця
| № | Учасник             | Країна     | Рейтинг | 1 | 1 | 2 | 2 | 3 | 3 | 4 | 4 | 5 | 5 | 6 | 6 | 7 | 7 | 8 | 8 |  | + | − | =  | Очки | Місце | Перфоменс |
| - | ------------------- | ---------- | ------- | - | - | - | - | - | - | - | - | - | - | - | - | - | - | - | - |  | - | - | -- | ---- | ----- | --------- |
| 1 | Веселін Топалов     | Болгарія   | 2788    |   |   | ½ | ½ | 1 | ½ | ½ | 1 | 1 | ½ | 1 | ½ | ½ | 1 | ½ | 1 |  | 6 | 0 | 10 | 10   | 1     | 2890      |
| 2 | Вішванатан Ананд    | Індія      | 2788    | ½ | ½ |   |   | ½ | ½ | 0 | ½ | ½ | 1 | 0 | 1 | 1 | ½ | 1 | 1 |  | 5 | 2 | 7  | 8½   | 2     | 2807      |
| 3 | Петро Свідлер       | Росія      | 2763    | 0 | ½ | ½ | ½ |   |   | 1 | 1 | ½ | 1 | ½ | ½ | ½ | ½ | 1 | ½ |  | 4 | 1 | 9  | 8½   | 3     | 2814      |
| 4 | Олександр Морозевич | Росія      | 2707    | ½ | 0 | 1 | ½ | 0 | 0 |   |   | 1 | ½ | 1 | ½ | ½ | ½ | ½ | ½ |  | 3 | 3 | 8  | 7    | 4     | 2743      |
| 5 | Петер Леко          | Угорщина   | 2763    | 0 | ½ | ½ | 0 | ½ | 0 | 0 | ½ |   |   | 1 | ½ | ½ | 1 | ½ | 1 |  | 3 | 4 | 7  | 6½   | 5     | 2711      |
| 6 | Рустам Касимджанов  | Узбекистан | 2670    | 0 | ½ | 1 | 0 | ½ | ½ | 0 | ½ | 0 | ½ |   |   | ½ | ½ | 0 | 1 |  | 2 | 5 | 7  | 5½   | 6     | 2672      |
| 7 | Майкл Адамс         | Англія     | 2719    | ½ | 0 | 0 | ½ | ½ | ½ | ½ | ½ | ½ | 0 | ½ | ½ |   |   | ½ | ½ |  | 0 | 3 | 11 | 5½   | 7     | 2666      |
| 8 | Юдіт Полгар         | Угорщина   | 2735    | ½ | 0 | 0 | 0 | 0 | ½ | ½ | ½ | ½ | 0 | 1 | 0 | ½ | ½ |   |   |  | 1 | 6 | 7  | 4½   | 8     | 2610      |